# كيرين مانينغ
كيرين مانينغ (بالإنجليزية: Kerryn Manning)‏ هي سائقة سباق أسترالية، ولدت في 10 يوليو 1976.